# Jenseits von Aran
Jenseits von Aran ist ein christlicher Jugendroman des deutschen Autors Arnulf Zitelmann, der im vorchristlichen Irland im Jahre 400 spielt. Das Buch erschien 1980 im Verlag Beltz & Gelberg. 

## Handlung
Protagonist der Geschichte ist der junge Krieger und Königssohn Crithir, dessen Lebensziel es ist, getreu dem Vorbild seines Helden Chuchulain auf dem Schlachtfeld Ruhm und Ehre zu erkämpfen. Eine Chance dafür scheint sich zu bieten, als sein Vater, König Ruad, ihn ruft, um Crithirs erschlagene Brüder zu rächen. Durch einen Unfall tötet er jedoch im Kampf seinen eigenen Vater und soll zur Sühne den Göttern geopfert werden. Crithir überlebt; im Sumpfland wird er (unwissentlich) von seiner eigenen Schwester Ronait gesund gepflegt, der weder seine noch ihre eigene Abstammung bekannt ist. Die beiden verlieben sich ineinander; gemeinsam mit Oengus, einem mit Crithir befreundeten Edlen, reisen sie quer durch Irland ins Land der Deisi, wo Crithir Semuine, der Crithirs Brüder tötete, im Zweikampf besiegt. Zuvor verrät Semuine noch, dass er König Ruads Tod gemeinsam mit dessen Bruder Larene, Crithirs Onkel, geplant hat, um Ruads Königreich an die Deisi zu binden. Auf der Rückreise lernen die beiden Tomas, einen christlichen Priester, kennen, der dem Geheimnis ihrer Abstammung auf die Spur kommt. Bevor es jedoch gelüftet werden kann, wird Ronait von Crithirs verräterischem Onkel Larene getötet. Crithir erkennt sie als seine Schwester und lässt sich von Tomas taufen, er scheint mit seiner Vergangenheit Frieden zu machen; zuletzt jedoch segelt er aufs Meer hinaus, in seinen Tod, um Ronait wiederzusehen.